# Peter Koch (Maler, 1874)
Peter Koch  (* 8. Oktober 1874 im Benjental bei Deidesheim; † 10. August 1956 in Gimmeldingen) war ein  deutscher Maler.

## Leben

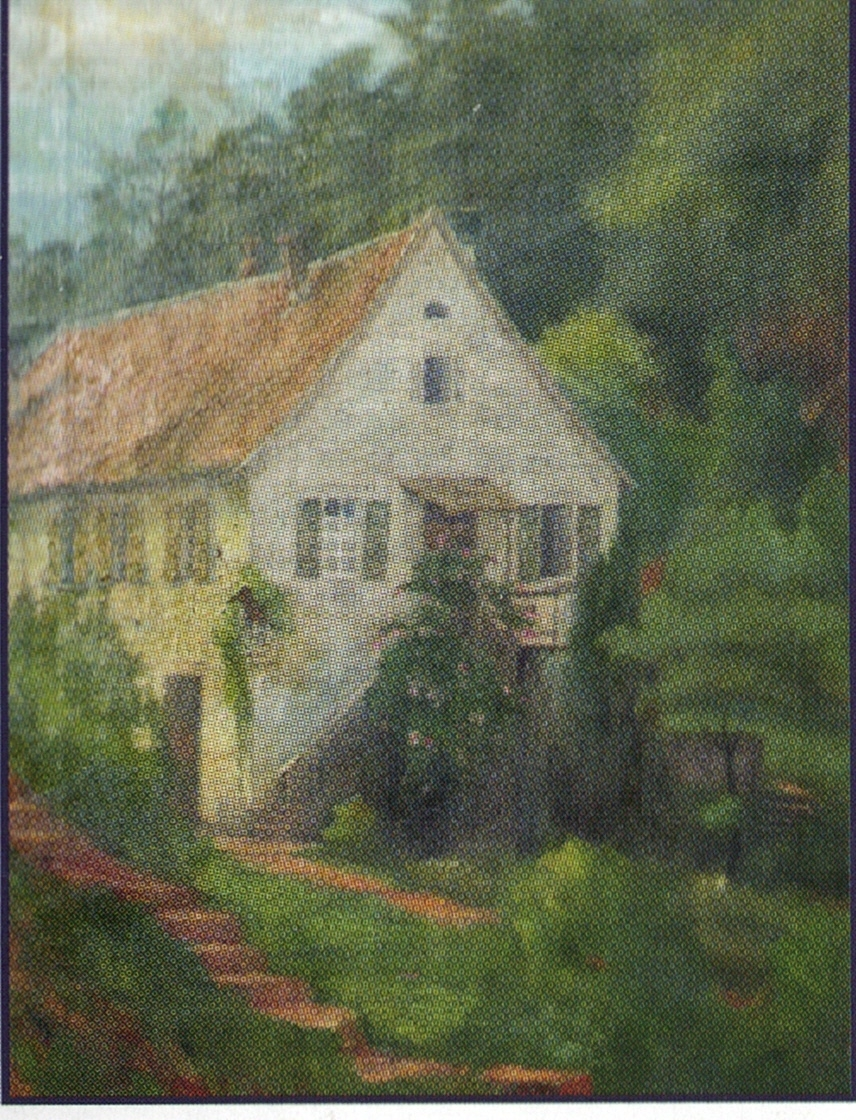
Obere Mühle 1896

Koch wurde 1874 in einer Wappenschmiede im Benjental geboren, wo sein Vater Johann Koch als Wappenschmied tätig war. Sein Geburtshaus war die „Obere Mühle“, die 1958 abgerissen wurde. Nach dem Besuch einer Malschule studierte er an der Akademie der Bildenden Künste München, gegen Ende seiner Studienzeit auch unter den Professoren Gabriel von Hackl und Carl von Marr.
Nach einer Weiterbildung bei Heinrich von Zügel arbeitete er in München, Berlin und in der Schweiz; er machte sich schnell einen Namen mit seinen Ausstellungen 1908 in München und 1911/12 in der Berliner Secession, sowie 1912 in Basel und 1913 in Mannheim. Im Juni 1914 verließ er Deutschland und zog acht Jahre lang durch Staaten New York und New Jersey in den USA, wo er sich der Society of Independent Artists anschloss. 1922 kehrte er nach Deutschland zurück und wurde in Gimmeldingen ansässig. Zum 1. Oktober 1931 trat er der NSDAP bei (Mitgliedsnummer 603.489). Er war hier von 1937 bis 1945 Bürgermeister und wurde 1954 zum Ehrenbürger Gimmeldingens ernannt. Koch schuf zunächst vor allem figurative Arbeiten, später wandte er sich eher der Landschaftsmalerei zu.